# (31784) 1999 KB11
1999 KB11 (asteroide 31784) é um asteroide da cintura principal. Possui uma excentricidade de 0.13661060 e uma inclinação de 3.49290º.
Este asteroide foi descoberto no dia 18 de maio de 1999 por LINEAR em Socorro.